# Ultradrive
Ultradrive – 4-biegowa automatyczna skrzynia biegów, produkowana przez Chrysler Corporation nieprzerwanie od 1989 roku. Najczęściej występowała w parze z silnikiem Chryslera o pojemności 3.3 L, w układzie poprzecznym. Ultradrive i jej następcy produkowane są w Kokomo Transmission w Kokomo w stanie Indiana w Stanach Zjednoczonych.

## Historia
Ultradrive była znaczącym postępem technicznym w dziedzinie automatycznych przekładni, była jedną z pierwszych elektronicznie sterowanych skrzyń biegów. Zastosowano w niej wiele pionierskich, współcześnie powszechnie stosowanych rozwiązań. Była to między innymi adaptacyjna zmiana przełożeń – komputer optymalizował zmianę biegów opierając się na stylu jazdy kierowcy. Niestety wyrobiła sobie miano zawodnej, zwłaszcza w minivanach Chryslera, które miały wysoki współczynnik awaryjności. Powodem był błąd w druku w instrukcjach użytkownika, oraz na bagnetach skrzyni biegów pierwszych modeli samochodów z tą przekładnią. Omyłkowo zalecano stosowanie oleju Dexron II w przypadku, gdy wymagany typ oleju (numer 7176, znany też jako ATF+3) był niedostępny. Dexron nie posiadał właściwości niezbędnych do poprawnej pracy tej skrzyni biegów, co często skutkowało jej wadliwą pracą (komputer sterujący skrzynią biegów wprowadzał ją wówczas w tryb awaryjny, nie pozwalając na włączenie biegu wyższego niż drugi), lub nawet całkowitym zniszczeniem, kwalifikującym skrzynię do kapitalnego remontu. W rezultacie wróciły do łask starsze, 3-biegowe, sterowane hydraulicznie skrzynie biegów. Były dostępne w samochodach z silnikiem Mitsubishi 6G72 V6, które w początkowym okresie zazwyczaj wyposażano w Ultradrive.
Na papierze skrzynia A604 była wspaniałą innowacją. Podczas poprawnej pracy potrafiła zmieniać biegi precyzyjnie i gładko, zapewniając miękką, komfortową jazdę, najczęściej luksusowym, amerykańskim samochodem. Przekładnia ta, sterowana elektronicznie, nie posiadała jednak mechanizmów regulacyjnych.
Konwerter (sprzęgło hydrokinetyczne) mierzył około 24 cm średnicy i montowany był do koła zamachowego poprzez elastyczne sprzęgło. Skrzynia biegów chłodzona była olejem, schładzanym przez wodę w górnej części chłodnicy, oraz przez dodatkową chłodniczkę oleju przekładniowego.
Ultradrive ewoluowała znacząco przez długie lata produkcji. Aby poprawić niezawodność skrzyni A604 wykonano niezliczone ilości zmian konstrukcyjnych, zarówno części elektronicznych, jak i mechanicznych. Spośród nich wymienić można zmiany zespołu elektrozaworów, płyty zaworowej, czujników. Jedną z lepszych poprawek było zastosowanie TCM (komputera skrzyni biegów, po angielsku Transmission Control Module), z zapisywalną pamięcią flash, który monitorował nawyki kierowcy i ustawiał dla niego specyficzny schemat zmiany biegów.
Skrzynia biegów A604/41TE zawiera o 20 części mniej niż jej 3-biegowa siostra.
Skrzynia biegów Mitsubishi Sportronic jest zmodyfikowaną wersją 41TE.

## Informacje techniczne
Są cztery różne typy tej przekładni. Różnią się od siebie konstrukcją mocowania obudowy do silnika, oraz budową płyty zaworowej. Pierwszy typ używany był w zestawieniu z silnikiem 2.5 L, drugi typ z jednostką 6G72 V6, trzeci z silnikiem 3.3 L V6, oraz czwarty z 2.0 L i 2.4 L.

## A604 oraz 41TE
Najczęstszymi problemami z wczesnymi skrzyniami typu A604 była zła praca biegów oraz nagłe blokady na drugim biegu (tryb awaryjny), nawet podczas szybkiej jazdy, co bywało dramatyczne zwłaszcza przy prędkościach wyższych niż graniczna dla drugiego biegu. Między styczniem 1989 a lipcem 1991 roku Chrysler wprowadził 28 różnych zmian konstrukcyjnych, aby poradzić sobie z problemami modelu A604. Dziewięć z nich dokonano próbując poprawić pracę sprzęgła, cztery zaś dedykowano spowolnionej zmianie biegów, oraz nadmiernym redukcjom podczas jazdy pod górę. W 1991 roku, po wielu naciskach ze strony organizacji konsumenckich, Chrysler przeprowadził bezprecedensową kampanię, polegającą na skontaktowaniu się ze wszystkimi właścicielami samochodów wyposażonych w Ultradrive i dokonaniu niezbędnych napraw.
W 1992 roku Chrysler zmienił nazwę tej skrzyni biegów z A604 na 41TE.

## A604/41TE – zastosowania
Skrzynie biegów typu A604/41TE stosowano w następujących modelach samochodów:
- 1989-1993 Chrysler New Yorker
- 1989-1995 Chrysler LeBaron
- 1989-2007 Dodge Caravan
- 1989-1993 Dodge Daytona
- 1989-1993 Dodge Dynasty
- 1989-1994 Dodge Shadow
- 1989-1994 Dodge Spirit
- 1989-1994 Plymouth Acclaim
- 1989-2000 Plymouth Voyager
- 1990-1993 Chrysler Imperial
- 1990-1993 Chrysler Fifth Avenue
- 1990-2007 Chrysler Town & Country
- 1992-1994 Plymouth Duster
- 1995-2000 Chrysler Cirrus
- 1995-2006 Chrysler Sebring
- 1995-2000 Dodge Avenger
- 1995-2006 Dodge Stratus
- 1996-2000 Plymouth Breeze
- 2000-2003 Chrysler Voyager
- 2001-2010 Chrysler PT Cruiser
- 2002-2005 Dodge Neon

### 41AE
Skrzynia typu 41AE była wariantem 41TE używanym w minivanach z napędem na cztery koła.
Zastosowania:
- 1991-2004 Chrysler Town & Country
- 1991-2004 Dodge Caravan
- 1991-2000 Plymouth Voyager
- 2000-2003 Chrysler Voyager

## 42LE
Skrzynia 42LE była ulepszoną, wzmocnioną wersją 41TE zmodyfikowaną do użytku z silnikami ustawionymi wzdłużnie. Zadebiutowała w 1993 roku w samochodach opartych na platformie LH.
42LE została zmodyfikowana w 2002 roku. Zmieniła nazwę na 42RLE na potrzeby nowego modelu Jeep Liberty. Podobno ten typ przekładni ma być produkowany do końca dekady, i montowany na platformie LX i w nowym Jeepie Wranglerze 2007.
Zastosowania:
- 42LE
  - 1999-2004 Chrysler 300M
  - 1993-2004 Chrysler Concorde
  - 1994-2001 Chrysler LHS
  - 1994-1996 Chrysler New Yorker
  - 1993-2004 Dodge Intrepid
  - 1993-1997 Eagle Vision
  - 1997-2001 Plymouth Prowler
  - 2001-2002 Chrysler Prowler
- 42RLE
  - 2005-dzisiaj Chrysler 300
  - 2007-dzisiaj Chrysler Aspen
  - 2006-dzisiaj Dodge Charger
  - 2005-dzisiaj Dodge Dakota
  - 2004-dzisiaj Dodge Durango
  - 2005-dzisiaj Dodge Magnum
  - 2007-dzisiaj Dodge Nitro
  - 2002-dzisiaj Jeep Liberty
  - 2003-dzisiaj Jeep Wrangler

## 40TES/41TES
Skrzynie biegów typu 40TES i 41TES są ulepszonymi wersjami skrzyni 41TE, pokazane zostaną po raz pierwszy w 2007 roku w nowym modelu Chrysler Sebring. Model 40TES przewidziany jest dla silnika 2.4 L GEMA R4, zaś 41TES dla 2.7 L EER V6.
Zastosowania:
- 2007-dzisiaj Chrysler Sebring
- 2008-dzisiaj Dodge Avenger

## 62TE
Skrzynia 62TE jest 6-biegową następczynią typu 41TE, przewidzianą dla modelu Chrysler Sebring 2007, do współpracy z silnikiem 3.5 L EGJ V6.
Zastosowania:
- 2007-dzisiaj Chrysler Sebring
- 2008-dzisiaj Dodge Avenger
- 2007-2008 Chrysler Pacifica